# Alberto Alonso Blanco (Rambal)
Alberto Alonso Blanco (Gijón, 1928 - Cimadevilla, 19 d'abril de 1976), més conegut com en Rambal, va ser un transformista espanyol que va morir assassinat a Gijón.

## Biografia
Rambal era una figura molt popular i volguda en Cimadevilla, el tradicional barri pescador de Gijón, Astúries. El seu dia a dia transcorria en el safareig del barri on ajudava a les dones amb la bugada.
Era conegut com Rambal en referència a l'actor espanyol Enrique Rambal, protagonista de la pel·lícula El màrtir del calvari. No amagava la seva homosexualitat, una condició fortament perseguida en l'època franquista, arribant a convertir-se en un banderer dels drets del col·lectiu buscant la seva acceptació i normalització. A les nits, Rambal desplegava el seu art com a transformista.
Avui dia, Rambal continua sent un símbol a Astúries, amb presència tant en l'imaginari col·lectiu com en publicacions periodístiques, literàries, musicals i cinematogràfiques.

## Assassinat
Va ser assassinat la nit del 19 d'abril de 1976 en el barri de Cimadevilla. El crim va commocionar a la ciutat de Gijón i va causar un gran impacte entre la gent qui habitava el barri de Cimadevilla, que el van acomiadar en el camp Valdés alhora que exigien justícia.
L'assassinat de Rambal segueix sense resoldre's judicialment, encara que la policia de Gijón considera que el crim va ser comès per dos veïns de la ciutat de Gijón. El seu cadàver presentava múltiples ferides per apunyalament. Va aparèixer seminú, i els assassins van incendiar la seva casa per a esborrar petjades.

## Publicacions literàries
En 1986, l'escriptor Vicente García Oliva va publicar el llibre L'aire dels castañes que abordava la vida i assassinat de Rambal. Un any després, l'escriptor asturià Pablo Antón Marín Estrada va obtenir el premi Xosefa Xovellanos per la novel·la La ciudá encarnada, ambientada en el franquisme i inspirada en l'assassinat de Rambal.
L'any 2000, l'escriptor Pachi Poncela va narrar la història de l'assassinat de Rambal en el seu llibre Gijón. Crònica Negra.
En 2016, l'escriptor i periodista Miguel Barrero va relatar la història de Rambal i el seu assassinat en el seu llibre La tinta del calamar. Tragèdia i mite de Rambal pel qual va guanyar el Premi Rodolfo Walsh a millor obra de no ficció de gènere negre en la Setmana Negra de Gijón. Dos anys després, l'escriptora, historiadora i documentalista Pilar Sánchez Vicente esmentava a Rambal en el seu llibre Dones Errants.
En 2019, l'escriptor Diego Medrano va publicar la novel·la L'estrany crim de Rambal que parla sobre la figura d'Alberto Alonso.

## Música
En 2019, el cantant asturià Pablo und Destruktion esmentava a Rambal en la seva cançó Gijón: “en el port de Gijón aquí caminava Rambal / a les nits de femella, pel dia xaval / Bromes, sexe i delicte, veritable bondat / Molt més que un marica, un heroi nacional”.
En 2019, el cantant asturià Rodrigo Cuevas va incloure en el seu disc Manual de cortejo, produït per Raül Refree, una cançó titulada «Rambalín», que homenatja la figura del transformista i en la qual intervé el Cor Miner de Turón. També s'inclou la veu de la Tarabica, un altre personatge del barri de Cimadevilla de Gijón, que narra la seva visió de la història de Rambal i que ha estat extreta de l'Arxiu de Fuentes Orales per a la Història Social d'Astúries.
A l'abril de 2020, amb motiu del quaranta-quatre aniversari de l'assassinat de Rambal, i durant el període de confinament per la pandèmia de COVID-19, Rodrigo Cuevas i els músics Mapi Quintana, Rubén Bada, Encert Cuesta i Juanjo Díaz van gravar el vídeo Rambalín en quarantena des de les seves pròpies cases. Les il·lustracions que acompanyen a la música són de la pintora i cantant Leticia Baselgas.

## Cinema
En 1999 la guionista espanyola Eva Lesmes va guanyar el Premi Pilar Miró al millor guió per a televisió pel film A simple vista, adaptat de la novel·la L'aire dels castañes sobre Rambal. En 2019 el cineasta asturià José Fernández Riveiro va rodar el curtmetratge documental Si jo parlés en el que es narra la història i assassinat de Rambal.

## Homenatge
La plaça del Periodista Arturo Arias, a Gijón, recorda en una placa a Alberto Alonso Blanco, Rambal. El Festival Internacional de Cinema de Gijón (FICX) va crear el Premi Rambal, amb un jurat format per membres de l'Associació XEGA (Xente LGTB Astur). Durant el pregó del carnestoltes gijonés de 2020, el Antroxu, la companyia Higiènic Paper Teatre va rendir un homenatge a Rambal i a la seva mare, Concha "la guapa", en disfressar-se com aquests personatges. Aquest mateix any diversos representants del panorama cultural asturià van proposar que es denominés al centre cultural de la Tabacalera de Gijón amb el nom de Rambal. Aquesta iniciativa va ser impulsada pel ballarí gijonés Pablo Dávila, al costat dels músics Igor Paskual i Rodrigo Cuevas, els escriptors Inaciu Galà i Pilar Sánchez Vicente i persones de l'àmbit teatral com Alberto Rodríguez, Carlos Dávila o Eduardo Antuña.
En 2021, amb motiu del 45 aniversari de l'assassinat de Rambal, l'associació Faciendo Camín va instal·lar una bústia de cims que tenia la forma de l'antic safareig de Cimadevilla en el seu honor.
El 22 d'abril de 2023 es va instal·lar una escultura en homenatge a Rambal en la plaça Arturo Arias (popularment coneguda com la Plaça del Lavaderu) de Cimadevilla, a Gijón. Creada per Miguel Arrontes, l'estàtua va ser situada enfront de la casa en la qual vivia Rambal i li mostra aixecant un calder amb roba. Es va realitzar un acte d'inauguració organitzat per la Fundació Municipal de Cultura i l'Associació de Veïns de Cimadevilla al qual van assistir centenars de persones a més d'altres personalitats com l'artista Rodrigo Cuevas o la pròpia germana Rambal, Rosa.

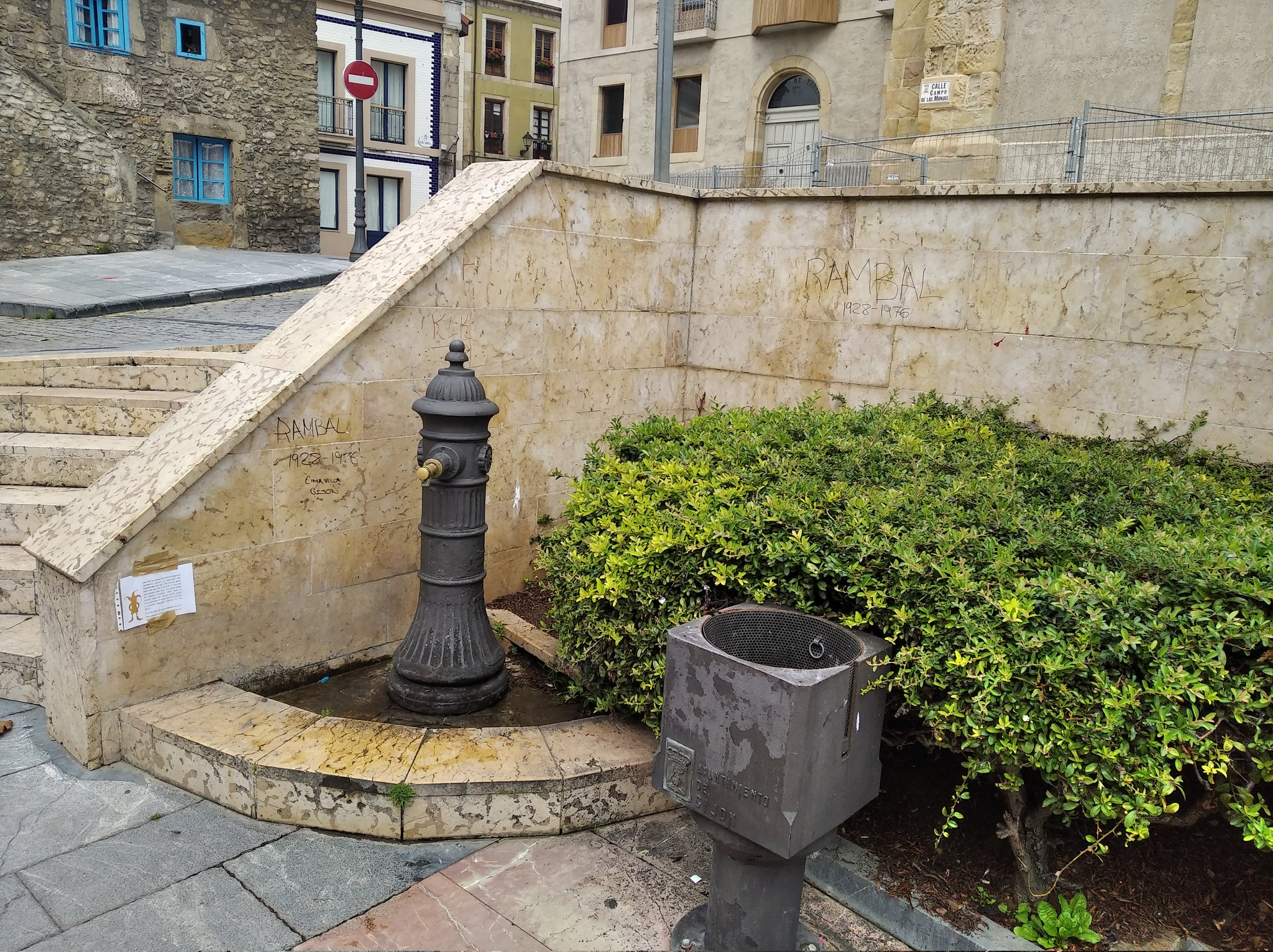
Enfront de la casa de Rambal.

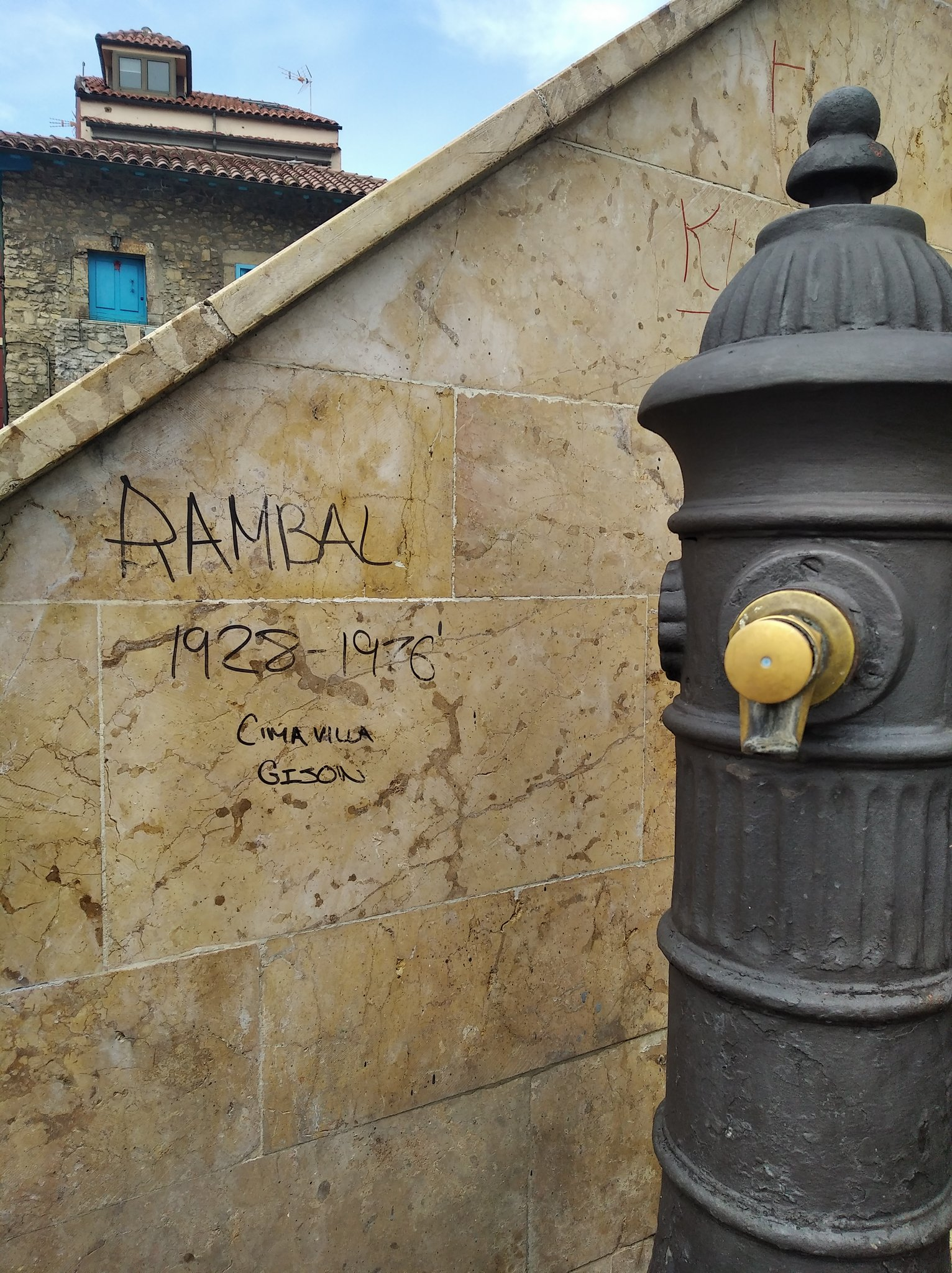
Enfront de la casa de Rambal - detall